# Colegiul Tehnic „Victor Ungureanu” din Câmpia Turzii
Colegiul Tehnic „Victor Ungureanu” este un liceu din Câmpia Turzii, azi colegiu, Str. Laminoriștilor nr. 115, jud. Cluj înființat în anul 1923, a apărut din nevoia de forță de muncă calificată, in zona si in special pentru uzina „Industria Sârmei.

## Istoric
Școala  a apărut din nevoia de forță de munca calificată, in zona si in special pentru uzina „Industria Sârmei” din Câmpia Turzii. Datorită acestui fapt, începând cu anul 1923 se pun bazele unei școli de pregătire a ucenicilor in meseriile de care aveau nevoie atunci: cizmar, vânzător, croitor, frizer, dulgher, mecanic și strungar.
La început condițiile materiale create școlii erau modeste iar instruirea practică se realiza in secțiile fabricii. Instruirea practică a viitorilor muncitori calificați se făcea de către un personal alcătuit din ingineri, tehnicieni, desenatori la materiile de specialitate și de un inițiator pentru disciplinele: româna, geografie, istorie. Funcționarea era asigurată exclusiv de „Industria Sârmei” si de aceea școala profesionala a funcționat timp de patru ani ca o anexa a Școlii comunale din Câmpia Turzii.
În anul 1927 la cererea conducerii de atunci a uzinei, datorită si rezultatelor bune obținute cu ucenicii, Ministerul Instrucției, Direcția de Învățământ Profesional prin Ordinul 75613 a recunoscut școala ca unitate independentă.
Primii ucenici ai fabricii au fost elevii de la școala primară, română, maghiară și germani crescuți la orfelinatul din localitate și câțiva muncitori în vârstă de la 24-25 de ani.
În iulie 1931 prin Ordinul 29536, școala a trecut sub tutela Ministerului Muncii, iar începând cu anul școlar 1948 – 1949 „Școala Profesională” trece sub îndrumarea si controlul Ministerului Metalurgiei. 	
Până in decembrie 1950, școala a funcționat în incinta întreprinderii, apoi s-a deschis spre folosință actuala clădire.
La sfârșitul anului școlar 1951 – 1952 s-a înregistrat prima promoție masivă de muncitori calificați.
Până in decembrie 1950, școala a funcționat în incinta întreprinderii, apoi s-a deschis spre folosință actuala clădire.
Între anii 1950 - 1952 se dă în folosință în etape noua construcție a Școlii Profesionale de ucenici „Industria Sârmei".
În anul 1955, școala ajunge sub tutela Ministerului Metalurgiei și Construcțiilor de Mașini până in anul 1966, an în care școala profesionala se transforma în „Grup Școlar” în cadrul căruia funcționa școala profesională, școala de maiștrii, curs de zi și seral, cu durata de pregătire de doi ani.
În anul 1971 începe activitatea la Liceul Industrial Metalurgic Câmpia Turzii funcționând în cadrul Grupului Școlar Profesional și Tehnic”.
Anul școlar 1972 – 1973 aduce o noua premieră. În conformitate cu Planul de școlarizare, aprobat de Ministerul Metalurgiei, Departamentul Învățământului, s-a înființat „Liceul Industrial” cu următoarele profiluri:
- automatizări si acționări;
- utilaje în industria metalurgică;
- termotehnica proceselor metalurgice.

În 1972-1973 au urmat cursurile acestei școli 1200 de elevi, din care 916 elevi la curs de zi.
După anul 1990 respectiv 2000 școala poartă diferite denumiri în funcție de organul tutelar. Ultima schimbare a denumire școli este de Colegiul Tehnic „Victor Ungureanu”, aprobată de M.E.N. cu Ordinul 4565 din 19.09.2000.
Învățământul tehnic din Câmpia Turzii are o tradiție îndelungată de peste 95 de ani de învățământ profesional și tehnic, cu realizări deosebite în ceea ce privește pregătirea elevilor și a specialiștilor, prin învățământul liceal de zi și seral, școala profesională, școala postliceală și de maiștri.

## Denumiri
În decursul timpului colegiul a purtat mai multe denumiri:
- 1927 - Școala profesionala ca unitate independentă;
- 1948 – 1949: Școala Profesională
- 1972 – 1990: Liceul Industrial
- 1990 – 2000: Grup Școlar Industrial Metalurgic
- 2000 - prezent Colegiul "Tehnic Victor Ungureanu"[1][6][5].

## Aniversare 95 de ani de învățământ
În anul 2018 Colegiul Tehnic „Victor Ungureanu” a sărbătorit „95 de ani de învățământ profesional și tehnic” ocazie cu care au fost invitați foștii elevi, profesori și directori de-a lungul timpului.
Unul din personalitățile liceului a fost și „Victor Ungureanu” de unde vine și numele actualului colegiu din zilele de azi.
Personalitate complexă a vieții tehnice și culturale din Câmpia Turzii în deceniile 4 și 5 ale secolului XX, Victor Ungureanu, s-a născut la Blaj în anul 1899, într-o familie de intelectuali, fiu al unui profesor.
Victor Ungureanu începând cu 1930 a fost profesor a numeroase generații de elevi ai școlii de ucenici de la Industria Sârmei, iar în perioada 1945-1948 a fost director al acestei școli.
S-a preocupat de pregătirea și perfecționarea profesională a cadrelor tehnice, în special pentru sectoarele oțelărie, laminare și trăgătorii de sârmă.
Din anul 1949, doctor inginer Victor Ungureanu intră în rândurile cadrelor universitare la Institutul Politehnicii din Cluj, fiind numit conferențiar la catedra de "Utilaje de Prelucrare la Cald a Metalelorʺ , funcție pe care o va deține până la sfârșitul vieții.
A fost timp de aproape un an din iunie 1950-aprilie 1951 director tehnic al Combinatului Siderurgic Hunedoara. S-a reîntors în anul 1951 la Industria Sârmei din Câmpia Turzii ocupând funcția de inginer șef până în 1954 când a fost nevoit să plece și s-a transferat la Institutul Politehnicii din Cluj